# Trois Fanzhen du Hebei
Les Trois Fanzhen du Hebei (chinois : 河朔三镇 ; pinyin : Hé shuò sān zhèn) étaient trois régions militaires, ou Fanzhen, située dans ce qui est maintenant la province du Hebei, en Chine. Ces régions étaient gouvernées par de puissants jiedushi pendant la dynastie Tang (618–907). Après la révolte dévastatrice d'An Lushan, cette zone est devenue pratiquement indépendante du gouvernement central, car ces fanzhen étaient contrôlées par d'anciens généraux rebelles qui disposaient de territoires et de forces considérables. L'indépendance de ces fanzhen menaçait le gouvernement central de la dynastie Tang.
Pendant et après la révolte d'An Lushan, la cour Tang a perdu le contrôle de vastes étendues de territoires et un certain nombre de commandements de défense ont évolué en royaumes autonomes; leurs gouverneurs militaires devenant des seigneurs de guerre dont la fidélité à la cour Tang n'est que pure façade. Dans la région du Hebei, les jiedushi des fanzhen de Chéngdé (成 德), Lúlóng (盧龍) et Wèibó(魏博) ont été particulièrement récalcitrants. La cour impériale Tang était presque impuissante dans le nord-est. Dans le sud, cependant, les Tang avaient adoptés une attitude beaucoup plus agressive contre les gouverneurs des fanzhen récalcitrants, tels que Zīqīng (淄青) (principalement dans le Shandong), Biànsòng (汴 宋) (dans l'est du Henan) et Huáixī (淮西) (dans le sud du Henan ), qui représentaient une menace plus immédiate et plus palpable pour le très stratégique transport de céréales via le Grand Canal, dont dépendait la Cour Impériale.

 Pendant le règne de l'empereur Xianzong, cette région est repassée brièvement sous le contrôle du gouvernement central, mais après sa mort, elle est redevenue indépendante. Sous le règne de l'empereur Wenzong, le gouvernement central avait perdu tout contrôle sur cette région. La situation des trois Fanzhen du Hebei a été résumée ainsi par Niu Sengru, un des chanceliers de la dynastie Tang : 
 "Depuis la révolte d'Ān Shǐ, les trois Fanzhen ne font plus partie du pays. Bien que Liu Chong ait brièvement donné la zone au gouvernement central, elle est finalement devenue indépendante et 80 millions de liasses de pièces ont été gaspillées. Ces régions sont souvent disputées; un jour Zhicheng les a, le lendemain Daiyi. Tant que le jiedushi peut repousser les barbares du nord, nous ne nous soucierons pas de son allégeance. " 

## Voir également
- Fanzhen
- Période des Cinq Dynasties et des Dix Royaumes
- Jiedushi